# Bechlingen (Aßlar)
Bechlingen ist ein Stadtteil der Stadt Aßlar im mittelhessischen Lahn-Dill-Kreis.

## Geographische Lage
Das Dorf liegt, von Wald umgeben, auf einem Ausläufer des Rothaargebirges, 40 km südöstlich von Siegen und 5,1 km nordwestlich von Aßlar. Durch den Ort verläuft von Nord nach Süd die Landesstraße 3376.

## Geschichte

### Ortsgeschichte
Die älteste bekannte schriftliche Erwähnung von Bechlingen erfolgte unter dem Namen Bechelingen im Jahr 1298.
Im Zuge der Gebietsreform in Hessen wurde die bis dahin selbständige Gemeinde Bechlingen zum 31. Dezember 1971 mit weiteren Orten auf freiwilliger Basis in die Gemeinde Aßlar eingegliedert. Im November 1978 erhielt Aßlar das Recht die Bezeichnung Stadt zu führen. Für Bechlingen  wurde wie für alle Ortsteile der Stadt ein Ortsbezirk eingerichtet.

### Verwaltungsgeschichte im Überblick
Die folgende Liste zeigt die Staaten und Verwaltungseinheiten, denen Bechlingen angehört(e):
- vor 1806: Heiliges Römisches Reich, Fürstentum Solms-Braunfels, Anteil der Grafschaft Solms, Amt Greifenstein
- ab 1806: Herzogtum Nassau,[Anm. 2] Amt Greifenstein
- ab 1816: Königreich Preußen,[Anm. 3] Provinz Großherzogtum Niederrhein, Regierungsbezirk Koblenz, Kreis Braunfels[9]
- ab 1822: Königreich Preußen, Rheinprovinz, Regierungsbezirk Koblenz, Kreis Wetzlar
- ab 1866: Norddeutscher Bund,[Anm. 4] Königreich Preußen, Rheinprovinz, Regierungsbezirk Koblenz, Kreis Wetzlar
- ab 1871: Deutsches Reich, Königreich Preußen, Rheinprovinz, Regierungsbezirk Koblenz, Kreis Wetzlar
- ab 1918: Deutsches Reich (Weimarer Republik), Freistaat Preußen, Rheinprovinz, Regierungsbezirk Koblenz, Kreis Wetzlar
- ab 1932: Deutsches Reich, Freistaat Preußen, Provinz Hessen-Nassau, Regierungsbezirk Wiesbaden, Kreis Wetzlar
- ab 1944: Deutsches Reich, Freistaat Preußen, Provinz Nassau, Kreis Wetzlar
- ab 1945: Amerikanische Besatzungszone,[Anm. 5] Groß-Hessen, Regierungsbezirk Wiesbaden, Kreis Wetzlar
- ab 1949: Bundesrepublik Deutschland, Land Hessen, Regierungsbezirk Wiesbaden, Kreis Wetzlar
- ab 1968: Bundesrepublik Deutschland, Land Hessen, Regierungsbezirk Darmstadt, Kreis Wetzlar
- ab 1972: Bundesrepublik Deutschland, Land Hessen, Regierungsbezirk Darmstadt, Kreis Wetzlar, Gemeinde Aßlar[Anm. 6]
- ab 1977: Bundesrepublik Deutschland, Land Hessen, Regierungsbezirk Darmstadt, Lahn-Dill-Kreis, Stadt Aßlar
- ab 1981: Bundesrepublik Deutschland, Land Hessen, Regierungsbezirk Gießen, Lahn-Dill-Kreis, Stadt Aßlar

## Bevölkerung

### Einwohnerstruktur 2011
Nach den Erhebungen des Zensus 2011 lebten am Stichtag dem 9. Mai 2011 in Bechlingen 759 Einwohner. Darunter waren 69 (9,1 %) Ausländer.
Nach dem Lebensalter waren 141 Einwohner unter 18 Jahren, 354 zwischen 18 und 49, 135 zwischen 50 und 64 und 132 Einwohner waren älter.
Die Einwohner lebten in 294 Haushalten. Davon waren 75 Singlehaushalte, 93 Paare ohne Kinder und 99 Paare mit Kindern, sowie 24 Alleinerziehende und 3 Wohngemeinschaften. In 63 Haushalten lebten ausschließlich Senioren und in 201 Haushaltungen lebten keine Senioren.

### Einwohnerentwicklung
| Bechlingen: Einwohnerzahlen von 1834 bis 2020 | Bechlingen: Einwohnerzahlen von 1834 bis 2020 | Bechlingen: Einwohnerzahlen von 1834 bis 2020 | Bechlingen: Einwohnerzahlen von 1834 bis 2020 | Bechlingen: Einwohnerzahlen von 1834 bis 2020 |
| --- | --------------------------------------------- | --------------------------------------------- | --------------------------------------------- | --------------------------------------------- |
| Jahr |                                               |                                               |                                               | Einwohner                                     |
| 1834 | 1834                                          |                                               | 176                                           | 176                                           |
| 1840 | 1840                                          |                                               | 210                                           | 210                                           |
| 1846 | 1846                                          |                                               | 237                                           | 237                                           |
| 1852 | 1852                                          |                                               | 227                                           | 227                                           |
| 1858 | 1858                                          |                                               | 207                                           | 207                                           |
| 1864 | 1864                                          |                                               | 213                                           | 213                                           |
| 1871 | 1871                                          |                                               | 210                                           | 210                                           |
| 1875 | 1875                                          |                                               | 212                                           | 212                                           |
| 1885 | 1885                                          |                                               | 207                                           | 207                                           |
| 1895 | 1895                                          |                                               | 210                                           | 210                                           |
| 1905 | 1905                                          |                                               | 215                                           | 215                                           |
| 1910 | 1910                                          |                                               | 222                                           | 222                                           |
| 1925 | 1925                                          |                                               | 246                                           | 246                                           |
| 1939 | 1939                                          |                                               | 254                                           | 254                                           |
| 1946 | 1946                                          |                                               | 323                                           | 323                                           |
| 1950 | 1950                                          |                                               | 327                                           | 327                                           |
| 1956 | 1956                                          |                                               | 364                                           | 364                                           |
| 1961 | 1961                                          |                                               | 429                                           | 429                                           |
| 1967 | 1967                                          |                                               | 499                                           | 499                                           |
| 1970 | 1970                                          |                                               | 511                                           | 511                                           |
| 1980 | 1980                                          |                                               | ?                                             | ?                                             |
| 1990 | 1990                                          |                                               | ?                                             | ?                                             |
| 2000 | 2000                                          |                                               | ?                                             | ?                                             |
| 2011 | 2011                                          |                                               | 759                                           | 759                                           |
| 2015 | 2015                                          |                                               | 741                                           | 741                                           |
| 2020 | 2020                                          |                                               | 690                                           | 690                                           |
| Datenquelle: Historisches Gemeindeverzeichnis für Hessen: Die Bevölkerung der Gemeinden 1834 bis 1967. Wiesbaden: Hessisches Statistisches Landesamt, 1968. Weitere Quellen: LAGIS; Zensus 2011; nach 1911 – Stadt Aßlar: 2015, 2020 |                                               |                                               |                                               |                                               |

### Historische Religionszugehörigkeit
| 1834: | 179 evangelische (= 100 %) Einwohner                                  |
| 1961: | 340 evangelische (= 79,25 %) und 80 (= 18,65 %) katholische Einwohner |

## Politik
Für Bechlingen besteht ein Ortsbezirk (Gebiete der ehemaligen Gemeinde Bechlingen) mit Ortsbeirat und Ortsvorsteher nach der Hessischen Gemeindeordnung.
Der Ortsbeirat besteht aus fünf Mitgliedern. Bei den Kommunalwahlen in Hessen 2021 betrug die Wahlbeteiligung zum Ortsbeirat 49,36 %. Dabei wurden gewählt: drei Mitglieder der SPD und jeweils ein Mitglied der „Freien Wählergmeinschaft“ (FWG) und der CDU. Der Ortsbeirat wählte Gerold Hampl (SPD) zum Ortsvorsteher.

## Wirtschaft und Infrastruktur
In Bechlingen befindet sich die Kindertagesstätte Flohkiste. Weiterhin liegt in der Gemarkung die Mülldeponie des Lahn-Dill-Kreises.